# シャドウラン
シャドウラン (Shadowrun) はアメリカ合衆国のアナログゲーム・レーベル、FASAコーポレーションが1989年に発表したテーブルトークRPGシステムの1つ。「古代の魔法が蘇った近未来SF世界」を舞台にしたゲームで、サイバーパンクとファンタジー双方のジャンルを融合させた背景世界を持つ。シェアード・ワールド化され、アメリカでは数多くの小説やゲームが作られている。また、日本でも断続的にその一部が展開されている。
「シャドウラン」（shadowrun）とは、「非合法、あるいは少なくとも合法とは断言できないような一連の活動」を意味する。どのような理由によるものであれ、高額の報酬と引き換えにハイリスクな依頼を引き受けてこの一連の反合法的活動に従事する者達のことを、本作品シリーズではシャドウランナー (shadowrunner) と呼ぶ。

## 権利関係
FASAコーポレーションが第3版展開中に倒産した後は、ドイツのWizKids社が権利を保有し、FanPro LLC社が製品開発を担当、第3版後期から第4版の初期まではFanProによって展開されていた。しかし現在はさらに権利がCatalyst Game Labs社に移行しており、現在同CatalystがShadowrunシリーズの製品開発を進めている。
日本では、第2版の日本語訳にあたるシャドウラン日本語版が1994年富士見書房より刊行され、90年代はグループSNEによるリプレイ、サプリメント、小説などのサポートが行われていた。当時の日本語版責任者はグループSNEの江川晃である。富士見書房のTRPG事業が縮小するに伴い製品の販売・サポートは停止した。また、第3版の展開については日本の出版社ではほとんどフォローされなかった。
しかし2007年、改めて第4版の日本語訳が新紀元社より出版された。翻訳はグループSNEに替わって、新紀元社とゲーム・デザイナーの朱鷺田祐介が中心となって第4版を翻訳出版している。Catalystとの交渉も、彼らがそのまま引き継いでいる。
2011年06月、アークライト社とCatalyst社との間で正式な長期契約が締結され、 2011年～2015年の間にすでに英語圏で発売された『20周年記念エディション』（Twentieth Anniversary Edition）及びShadowrun第四版に準ずる拡張ルール五冊（正確には以前翻訳出版された『ストリート・マジック』後の4冊）が翻訳刊行された。

## 舞台
21世紀中後期の地球が舞台である。現実の地球とは異なり、2011年12月24日、マヤ暦の神話に伝わる「第六世界」の予言通り、世界に魔法や神話生物が事実として復活したという設定が存在する。
また企業の自衛権および企業敷地内における治外法権が認められている為、企業が現実よりも遥かに強大な権力を持っているという世界観になっている。
第1版では2050年から時系列が始まっており、それ以降は基本的には現実世界と並行して時代が経過していた。第2版は2053年、第3版は2060年、第4版は2070年、第5版は2075年始まりと設定されている。
地理的な記述に関しては、米国版・日本語訳第4版はシアトル、日本語訳第2版は東京を主な舞台としている。日本語訳第2版では日本のTRPGプレイヤーには馴染みのないシアトルなどの米国都市や、バブル経済そのままに発展を続けた「日本帝国（japan Imperial State）」などの舞台ではプレイが困難との判断から、独自に「複数企業の緩衝地帯として中立状態にある東京」が設定され、メディア展開が行われた。
一方第4版では基本原語版と同じ世界観が紹介されている。
サイバーパンクSF、特にウィリアム・ギブスンの『ニューロマンサー』を基調とする虚構世界にJ・R・R・トールキンの『指輪物語』に登場するような生物を混交させた舞台設定を特徴とする。エルフ・ドワーフ・オーク・トロールといったファンタジーの住人を近未来世界に落としこむ、という発想そのものは荒唐無稽であるという批判もあるが、その設定を活かして1980年代90年代アメリカの様々な社会問題を投影させ、またその投影方法を仔細に渡り検討したことによって、独特の世界観を示すことに成功した。
第2版の後期以降は、さらにアースドーン（FASAコーポレーションがかつて展開していたファンタジーTRPG）とのリンク付け、「バグ・シティ」事件や大統領選挙などの大イベントを通じて、英語ユーザコミュニティで世界Wikiが作られるほどの人気を得るに至っている。
また、第4版からはAR（強化現実）の設定を本格的に導入しており、VRだけでない新たなハッカー像の模索も試みられている。

## ゲームシステム
ゲームの参加者は、非合法活動の請負人“シャドウランナー”として第六世界に関わることになる。基本的には、フィルム・ノワールに代表されるような複雑で混沌とした社会的状況を疑似体験しつつ、アクション映画のような激しい銃撃戦闘のシミュレーション・ゲームの組み合わせを遊ぶことになる。これに、後述する魔法、ハッキング、車両戦闘などのさまざまな特殊状況に合わせたルールが適用される。
キャラクターの行動の成否を判断する行為判定のシステムは、個数カウント方式に属する。具体的には、特定の技能値・能力値の数だけの6面体のサイコロを振って、目標値以上の目が出た数を「成功」とし、その成功数の多寡によって最終的な結果を決めるというものである。
第4版からはさらにシステムが簡素化している。特定の技能値と能力値を加えた数に状況に応じた修正を加えた数の6面体サイコロを振り、5以上の目（つまり5と6）が出た数を「成功」として、その多寡によって結果を判定する。目標値（target number）の概念はなくなり、出目それ自体の振り足しは原則行なわない（これに伴い、2版と3版で導入されていたオープンダイス判定は消滅した）。替わりに5,6の出目の個数を具体的な行為の巧拙に紐づける達成値（threshold）の概念が登場した。振ったダイスの数の半数以上の出目が1の場合は「グリッチ（glitch）」といい、判定に成功していてもPCにとって都合が悪いこと（一例として銃が撃てたが排莢不良が起きた、高所から無事に着地できたが眼鏡を落としてしまった、など）が起きる。これは日本語でいえば「バグった」的な意味合いのスラングである。行為判定に失敗した上でのグリッチは「クリティカルグリッチ」といい、その場で想定される最悪の事態が発生する。

## シャドウランニング
非合法、あるいは、それに近い計画を実行する為に行われる一連の活動。
作中世界は全世界にネットワークが張り巡らされ、全ての人間はSINと呼ばれる登録ナンバーで管理されている。あらゆる行動は電子的に記録されてしまう事から、SINを持たない、つまり「データ上存在しない人間」による非合法活動が活発化している（なお極稀にSINを持ったまま活動する人物もいるが、これはデータ上「不利な特徴」となっている）。
プレイヤーキャラクターであるランナー達は非合法工作員であるため、決して英雄的存在ではない。彼らの行うシャドウランは基本的に企業間闘争の代理人であり、世のため人のためといったケースは極稀である。だが自分自身の利益を追求して裏切った結果、あるいは予期せぬ理由で企業やドラゴンの怒りを買って破滅するランナーも少なくない。そして同時にプレイヤーキャラクターは決して極悪人というわけでもなく、時として義理人情に基づき、英雄的な行動をする必要に迫られる。
ルール的な指針としては企業間の闘争であるならば報酬として金銭を多めに、人助けを重視する依頼であればカルマ（経験値）を多めに支払うようにと示唆されている。

### 典型的なラン
具体的な「シャドウラン」の仕事内容は、以下のように分類されている。
- 暗殺 assassination
- 恐喝 blackmail
- ボディガード bodyguard
- 突貫と抽出（誘拐を含む） Breaking & Extraction(include kidnapping)
- 運輸・密輸 courier / smuggling
- データ奪取 datasteal
- 陽動 feint operation
- 破壊工作 destruction
- 暗号化・暗号解読 encryption / decryption
- 特使 enforcement
- ハッキング hacking
- 詐欺・偽造 hoax / counterfeit
- 調査 investigation
- 物品設置 plant
- 物品強奪 retrieval of object
- 警護 security
- 追撃と逃走 tailchaser
- 戦争 war
- 狩猟・捕縛 wild things

実際の任務遂行においては、しばしばこれらの仕事が複雑に絡み合っている。そうした困難かつ予測不可能な任務全体を確実に解決できるだけの能力とプロ意識までを求められるのがシャドウランナーという職業である。
ただし、全てのシャドウランナーがその要求を確実に実現できるわけではなく、客観的に実力の足りないシャドウランナーも存在する。後述されるように魔法使いは希少であり、ハッカーなど専門の技術者がいないチームも当然存在する。自分やチームの力量や特性を踏まえて任務を請けられるかどうか判断する事も、シャドウランナーの自己責任である。

### ランの依頼元と報酬について
シャドウランの典型的な依頼元は、ミスター・ジョンソンという偽名の企業工作員であるとされる。ランナー達はフィクサーを経由し、各企業のミスター・ジョンソンから依頼を請ける。
シャドウランナーに対する報酬は通常、現代の電子マネーに当たる「クレッドスティック」によって支払われる。これは第六世界の21世紀中盤以降の世界において、現金の文化はほとんど廃れているためである。クレッドスティックにはIDや個人照合用の様々な機能が付随しているが、個人識別用のIDを持たないランナーに対して支払われるのは、“支払い保証済み”のクレッドスティック（サイン記入済みの小切手のようなもの）である。
複合企業体が過度に発達した第六世界では、大企業同士のシェア争いがプロの工作員同士の暗闘によって解決されるほど顕著に暴力化している。そのような時勢にあって、「足が付かず、個人識別用のIDを持たない 、いついかなる時でも否認可能な人材（deniable asset）を起用することで、大企業はメディアや政府に攻撃されることなく、その勢力を確実に伸張させることができる。その否認可能な人材として、シャドウランナー達は任務に抜擢される。
無論、企業だけがシャドウランナーの能力を独占しているわけではない。犯罪組織や特定の団体・組織（営利/非営利問わず）、その他ある程度の資産を持った個人がシャドウランを依頼することも少なくない。
一方、その特性と世界観上、シャドウランナーを裏切り、使い捨てにする企業や依頼人は公式に提供された諸作品でも頻繁に登場し、必ずしも信用できる存在ではない。作中世界においても「祖母と食事に行くにもバックアップを用意して裏取りをしろ」と評されているほどである。
ただしあくまでも使い捨てる事が「容易である」というだけで、依頼人側が毎回必ずランナー達を裏切って処分する事は、そのリソースやリスクの問題から非現実的である事も度々示唆されている。
例えば第4版ルールブックに掲載された小説『バズキル』では、依頼人（ジョンソン）ではなくその助手が個人的事情で裏切った結果、シャドウランナー達に報復されている。またルールにおいてもプレイヤーキャラクターが保持するコンタクト（コネクション）は、その忠誠値の範囲内なら裏切る事がないと保証されている（反面、強固な忠誠を持つコンタクトは逆にPC側からも裏切れず、窮地に陥っていれば助けなければならないが）。またルール上、裏切りを働いたキャラクターには悪評が立ち、交渉が不利になっていくため、悪名高い依頼人がランナーを雇うことは（そのランナーが裏取りをする限りにおいて）困難である。そして逆に裏切りを働くランナーに持ち込まれる依頼は、極めてきな臭いものとなりがちである。
加えて企業にとってランナーは道具であり、もはや必要不可欠な存在となっている。自社に損害を与えたランナーを処分したところで既に対立企業が利益を得ているという状況は変わらず、またランナーの根絶が不可能な以上、口封じにせよ報復にせよ、事後に行っても意味がないというのが現状である。そのため一部の大都市ではYouTuberのような動画配信者によるシャドウランの撮影が半ば公認されており、各企業が（被害を受けたとしても）自社の宣伝につながるとしてコマーシャルに利用している。またルールブック掲載小説でもリアリティ番組の一環としてシャドウランナーの実録番組を撮影する一幕が描かれている他、シャドウランナーを題材にした映画やコミック、ゲームなどのフィクションも盛んに発表されている。
ただしこういった世情は、シャドウランが容認されているという事を意味するものではない。現場におけるランナーの排除による損害阻止は絶対であり、社内目標として「シャドウランナーの生還率ゼロ」を掲げている企業も存在する。口が軽かったり余計なことに首を突っ込んだり無関係な犠牲を出しすぎたり、やりすぎた結果（あるいは杜撰な計画や行動ばかりで"やりすぎなかった"結果）、消息を絶ったランナーは数え切れないとされる。また依頼人側にとってもランナーを庇ったりすることはよほど親密でなければありえず、わざわざ口封じこそしなくとも、ランナーの生死を気にする事は少ない。さらには被害者たちから賞金のかけられたランナーを残酷に処刑する秘密結社なども暗躍しており、人々からヒロイックに扱われるとしても社会的には職業犯罪者であり、依頼人にとっては使い捨てられる人材であることに変わりはない。
また依頼人が意図せずキャラクターに不利益を与えるような依頼（例えばランの標的がキャラクターの身内であったなど）を持ち込んだり、社会的正義に沿わない依頼（幼い子どもを誘拐するなど）が出され、依頼受諾後に事態が判明するケースも多々存在する。そのためランナーたちはしばしばランを遂行すべきかジョンソンを裏切るべきか、あるいは自分の道徳心と依頼達成の両立を目指すべきか悩まされることになり、リプレイ『ビギナーズ・バッドラック』ではそのような状況に陥ったランナーの葛藤が描かれている。
第５版ではこうした事から「社会的正義に沿わない依頼」は金銭的報酬が高い一方でカルマ（経験点）報酬が低く、「人情や仁義に従う依頼」は金銭的報酬が低いかわりにカルマ（経験点）報酬が高くなる、といった調整がなされている。これはどちらが正解というのではなく「金さえ貰えば何でもするプロフェッショナルとしてのランナー」も、「金銭に拘らず困っている人を助けるヒーローのようなランナー」も、どちらのプレイスタイルも尊重できるシステムとなっており、ランナーというのは時としてその両方の側面を持つのだということは公式小説などで過去幾度となく提示されている。

## メガコーポ
シャドウランの舞台となる第六世界に君臨する超巨大国際企業体。
企業に対して唯一法的執行権を有する、衛星軌道上の企業法廷に参加権を得たAAA級企業のみがこう呼称される。
さらにAA級以上の企業敷地内では治外法権を認められており、大企業は事実上国家以上の存在となっている。
これは1999年のセレテック判決、そして2001年のシアワセ判決を根拠として成立している。セレテック判決では、食料を求めるあまり輸送物を誤認した暴徒から汚染物質輸送車を護衛するためにセレテック社が私設部隊を投入・鎮圧を行ったことが当然の権利として認められたことで企業の武装化が進み、シアワセ判決では、民間核施設運営権を手にしたシアワセ社がセレテック判決を受けて施設警備のため治外法権を主張・承認を得たというのが歴史の流れになっており、以後一世紀近くの間この状況は覆っていない。
基本的にセッションなどで関わってくるのはメガコーポおよび系列傘下企業が中心だが、これは別にメガコーポと関連企業しか世の中に存在しないわけではなく、シアトル市の警察業務を代行していたローンスター社や、エルフ系の企業であるテレストリアンなど多くの企業が他にも存在している。
またメガコーポといえど決して盤石というわけではなく、かつてメガコーポだった淵電子産業は内乱によって分裂して各社に吸収され、クロス応用技術社はCEOの事故死によってAAA級企業の座から転落している。一方、幾度となく災難に見舞われたレンラクや、黒い噂の絶えないアズテクノロジーが未だにメガコーポとして健在であるため、決して侮って良いものではない。
作中世界における2072年現在のメガコーポは以下の十社で、総合して「十大企業（BIG 10）」と呼ばれている。
アレス重工
アメリカ・カナダ合衆国（UCAS）系企業
ゼネラルモーターズとアメリカ航空宇宙局を母体とする巨大軍産複合体企業。
傘下警備会社ナイト・エラントに特殊部隊ファイアウォッチを保有する。またナイト・エラントは2072年時点ではシアトルの警察業務を行っているが、軍隊気質での治安維持を行っているため評判が悪い。
伝説的シャドウランナー、ダミアン・ナイトのナノ・セカンド買収による社長就任が有名。
アズテクノロジー
メキシコを中心とした南米に領土を持つ「アズトラン」の国営企業。
アステカ帝国の復活を自称しており、世界的に禁止されている鮮血魔術（人間を生贄に捧げる魔術）にまつわる黒い噂が絶えない。
しかし食品産業のシェアは八割を占め、また優れたコマーシャル能力により社に対する悪いイメージは完全に払拭されている。
強力な特殊部隊「レオパルド・ガード」、「ジャガー・ガード」を保有する。
イーヴォ
ロシア系企業。バイオウェアを中心に展開している。
かつてはヤマテツという日系企業だったが、新社長がオークだったことから内外より反発を招き、ロシアに移転して社名も変更した。
自由精霊の金鳳花（バタカップ）が筆頭株主を勤めていることでも有名。AIやテクノマンサーを含む非ヒューマン種族に対して最も寛容な企業。
しかし非合法活動について慎重なだけで、その危険性は他のメガコーポと同様であるとされる。
宇宙開発に対して最も力を入れているメガコーポでもある。また東京で大きなシェアを持つ武装救急サービス「クラッシュカート」社はイーヴォ系列企業である。
第四版リプレイ『天使たち』シリーズではプレイヤーたちの後援者として支援を行うことになる。
五行公司（ウーシン・カンパニー）
香港系企業。投資・魔法・運送の分野で急速に発展している。
ダンケルザーンの魔法的遺産を元に勢力を拡大してAAA級企業として認められ、関連の重要施設は全てマナ・ライン上に建築されているため魔法的な防御が極めて高い。
一方で勢力拡大の勢いに物理的な側面では対応が追いついておらず、物理的人材的には色々と不足しがちな側面がある。
中国のグレートドラゴン"嵐"とは敵対関係にあり、嵐傘下の中華系マフィアとも対立している。
シアワセ
日系企業。史上最初のメガコーポであり、あらゆる分野で経済活動を行っている。
2000年に国際法廷より民間核施設運営の権利を認められ、2001年に治外法権を獲得、事実上世界最初のメガコーポとなった。
シアワセ家による一族経営だが家庭内の不和があり、現在の筆頭株主は社長令嬢であり皇后でもあるシアワセ・ヒトミ。
ゼーダークルップ
ドイツ系企業。BMWなどを中心とした重工・軍需の最大手。
グレートドラゴン・ロフヴィルによるワンマン経営企業でもあり、様々な意味を含めて「世界最強のメガコーポ」と称される。
２０７５年時点での十大企業ランキングでは１位。シャドウランナーへの対応は（依頼者側としても防衛側としても）同様に厳しいと言われる。
ネオネット
UCAS系企業。旧ノヴァテク社。コンピューターハードウェアの大手。
フチ社の重役が資産と技術を持ち逃げする形で独立したが、その後行った新規株式公開がマトリックス・クラッシュ2.0を引き起こすきっかけとなってしまった。
対鮮血魔術師専門の特殊部隊「ネオメイジ」を保有している。
ホライゾン
最も新しく参入してきたメガコーポ。メディア系の最大手でウォルト・ディズニー・カンパニーなどを傘下企業として保有する。
社員に自由時間を有効活用することを推奨し、その成果を社で応援することで商品化するなどフランクな社風で知られる。
一方でテクノマンサーの囲い込みを計画したり、囚人を使った非合法工作部隊を設立しているなど、黒い噂も絶えない。
ミツハマ・コンピューター技術（MCT）
日系企業。ロボット産業と魔法産業に強大なシェアを持つ。
テクノマンサーや超AIに対する非人道的な姿勢で知られ、また裏ではヤクザとの強固なつながりを保有しており、敵対する者には容赦しない（メガコーポならどれも同じだが）。
特にその社有地は「シャドウランナーの生還率ゼロ」を目標とした「ゼロ・ゾーン」として知られている。
また魔法担当部署である「十三課」は悪名高い。
富士見書房版リプレイ第二部、第四版リプレイ『ビギナーズ・バッドラック』ではプレイヤーたちと深く関わることになる。
レンラク・コンピュータ・システム
日系企業。通信産業やライフラインの作成では最大手。医療分野にも強い。
千葉に本拠地をおいており、伝説的な経営者である姉樹稲蔵を永世終身名誉会長とした社員全体を家族・身内として見做す経営体制で知られる。
レンラク・アーコロージー・シャットダウンなどの災厄に見舞われながら、揺らぐことなくメガコーポとして君臨し続けている。
また「レッド・サムライ」は最強の企業特殊部隊としてその名を轟かせている。
この他、日本で独自展開された第二版では「神明院化学」と「カタクラ・コーポレーション」がオリジナルのメガコーポとして登場し、富士見書房版リプレイ第二部、ドラゴンコミックス版で深く物語に関与していた。

## サイバーウェア
ランナーたちは、程度の差こそあれど、さまざまなサイバーウェアを肉体に埋め込むことで体を強化していることがほとんどである。
サイバーウェアには、肉体的強化を目的としたものだけではなく、様々な知識・技能のソウトウェアを脳にインストールするためのもの、マトリックス空間（コンピュータ・ネットワーク内の仮想空間）にダイブするためのデータジャックなど様々な種類がある。
ただし、これらサイバーウェアは無制限に埋め込むことができるわけではない。サイバーウェアを埋め込む際には「エッセンス」（キャラクターの精神的健全度を表す数値）を消費する必要がある。これを全て失った場合、ランナーは精神に異常を来し、やがて死に至る。
また一度失ったエッセンスを回復する手段は、極めて高額な治療を受ける事のみで、それさえも微々たる効果しかない。そのため、サイバーウェアによる肉体強化を押し進めることは、狂気の瀬戸際に迫ることでもある。
それでもシャドウランナー、特に戦闘を生業とするものにとって、これらによる肉体強化は欠かすことができないものであり、極限までサイバーウェアを埋め込み一種の戦闘マシーンと化した人々を、第六世界では「ストリート・サムライ」と呼ぶ。

### バイオウェア
第4版では、機械ではなく有機組織の移植または薬品等による肉体強化を行うバイオウェアが実用化されている。
バイオウェアはサイバーウェアより肉体に馴染みやすく、また外部より検知されにくいという利点があるが、入手が困難で非常に高価となっている。ゲーム上では、これは移植するにあたって「エッセンス」の消費量が低く抑えられるという事で表現されている。

## 突然変異
第六世界では様々な魔法要素によって、ゴブリン化以外にも突然変異を発症する事が多々起こりうる。
我々の知る「動物」も多くが第六世界の到来と共に覚醒を迎えており、特異な能力を持った「クリッター」と呼ばれる存在へと変異している。なかでもケンタウロスやナーガといった一部のクリッターは知性を獲得し、人権を持った「人間」として扱われている。
また魔法的な覚醒を迎えたことで、「人間に変化する動物」であるシェイプシフターも発生している。2075年以降は電脳操作能力に覚醒した動物「テクノクリッター」の出現すら確認されている。
他には主にVITASウィルスによってグール、ヴァンパイアなどの人間の生肉や生き血（エッセンス）を摂取しなければ生存できなくなってしまった人々と、SURGEウィルスによる突然変異メタ・ヒューマンの二種類が存在する。
VITASウィルス感染者は知性・理性の有無に関わらず基本的に人権の無い怪物として扱われてしまう為、今日（2072年現在）まで人権運動が度々行われているが、成功してはいない。グレートドラゴンのダンケルザーンも「VITAS発症者が摂取可能な人工人肉の開発」に多額の懸賞をかけたりしているが、これもやはり解決されてはいない。ただし一方的に哀れな被害者というわけではなく、スラムや郊外、下水道などでは迷い込んだ一般市民やSINレスを捕食するなど脅威として扱われている。また臓器密売業者や違法クローン製造業者などと提携し、彼らから人肉を供給してもらうかわりに武力を提供するといった事も行われている。
一方のSURGEによる突然変異はチェンジリングと呼称され、こちらは他のメタヒューマン同様の「人間」として扱われる。変異の度合いによって第一から第三までの段階に分かれ、翼が生える、獣耳や尻尾が生えるなどといったレベルから、阿修羅のように腕が増える、顔がガネーシャのように象になるといったレベルまでその変化は幅広い。ドワーフやエルフ、オーク、トロール以外のファンタジー的な知的種族がSURGE発症者であり、中にはドラゴンに変身する能力を持った「ドレイク」と呼ばれる人々もいる。（ただしドレイクはSURGEではなく遺伝によるものだという主張もあるため、現状はあくまで学術上の分類に留まる）
また一部の突然変異によって獲得される特徴では、バイオウェアに類似した器官が自然発生することもある。しかし突然変異は差別対象でもあるため、【魅力】の能力値を用いた交渉に大幅なデメリットを受ける事になる。

## 魔法
シャドウランの舞台となる「第六世界」において、魔力の根源は、マヤ暦における「第六世界」の到来によって増大したマナによるものであると説明される（確実な観測的事実があるわけではないが、幾つかの符合的事実およびグレートドラゴンなどの証言によって、そのような定説が流布している）。
魔法の登場は、従来の科学技術では説明の付かないものであったが、ゲームのメイン舞台となる2050-70年代では、世界中の有名大学に魔法学・呪術祭祀研究科等が設置され、広くアートの一分野として、理論・実用の両面において研究が進められている。
ただし魔法の才能を持つ者（ゲーム的に言えば【魔力】の能力値が1以上の者）は全人口の１％に過ぎず、その中でもより実用的な能力にまで達している者はさらに１％程度しかいないとされている。その為、一般には魔法がどのようなものかはあまり知られておらず、立体TVや体感シム、映画などではしばしば現実離れした荒唐無稽な魔法描写がなされ、それが真実だと思い込んでいる者が多い。また企業や傭兵団、あるいはシャドウランナーチームにおいて魔法使いを（力量に関わらず）多少とはいえ優遇する描写は度々見受けられる。
魔法には、おおまかに以下のような能力がある。
- 魔術行使 sorcery
- 使役精霊の召喚 conjuring
- 呪物・使い魔の練成 enchanting
- 魔法的異次元の知覚 astral perception(abbr.assense)
- 魔法的異次元への精神体投射 astral projection
- 魔法的異次元からの招魂と憑依 possession

以上がシャドウランにおける「魔法」にあたる。魔力の才能または流派の違いが大きく関わっているためか、具体的な魔法能力の顕れ方は人によってまちまちである。ちなみにこれらの魔法に関するルール的／設定的な描写は、文化人類学の呪術研究や現代オカルティズムの語彙に多くを拠っている。
また、上に記した「魔法的異次元」のことは、オカルト用語にちなんで「アストラル空間」と呼ばれている。これは厳密にはエーテル空間（ethelic plane）と、それより高次なメタプレーン（meta plane）に分かれる。一般にアストラル空間と言う場合、それはエーテル空間の方を指し示す場合がほとんどである。
第六世界では、魔法の力を持たない者を、蔑視の意味を込めて「マンディン」と呼ぶ。これはニュアンスとしては小説『ハリー・ポッター』シリーズにおけるマグル（非魔法能力者）に酷似している。
一方、非覚醒者の魔法関係職も数多く存在する。前述の魔法研究者を始めとした学者や、呪文や呪具を制作する技術者などにも魔法の力を行使できない者は多い。「第六世界」においては呪文に著作権が存在しておりインターネット上で販売されている他、また呪具は常に需要がある一方で貴重な資源が必要となる高額商品のため、これらの分野は一大産業として機能している。魔力に覚醒したからといって無条件で理論を熟知できたり、呪文の自作や習得ができるわけではないため、「魔法使い」はそれだけでは「魔法が使える者」というだけに過ぎないのだ。
第3版までは、魔法使いは幾つかの種類に分類されていた。普遍的な理論体系とイメージ操作に基づいて魔法を使う「メイジ」、自然の大いなる意志に従って魔法を行使する「シャーマン」、使用できる魔法が制限されている（身体能力の強化にしか使えない）「アデプト」が基本となる。
SNE版の追加ルールでは、さらに巫女と陰陽師の2種類が設定されていた。また原書の展開においては、さらにハイチのブードゥー魔術やケルトのドルイド魔術、エルフ独自の魔術である「パス・マジック」、東洋的メイジとして新たに登場した「五行魔術師」、ドイツの魔女など、世界中の民族文化や伝説にまつわる魔術の拡張ルールも数多く紹介されていた。
第4版では魔術使いの分類は魔術行使者である「魔法使い」、魔力を身体能力の強化手段としてのみ使用する「アデプト」及び双方の特性を併せ持つ「ミスティック・アデプト」の3つに簡略化され、以前の行使スタイルによる特徴は「魔術様式」によって区別されるものに変更された。プレイヤーが望むのであれば、既存の魔術様式ではなく独自の魔術様式を作成、設定する事も可能となっている。
そうした様々な魔術の中には生贄を捧げることで力を得る「鮮血魔術」と呼ばれるものも存在するが、これは世界的に邪悪なものとされており、さらに実際アストラルが負の方向に傾いていくため禁止されている。しかしアズトランなどが「鮮血魔術」を行使していることは半ば公然の秘密となっており、2017年にダニエル・コヨーテが行った魔法的テロ「ゴーストステップ」も、この「鮮血魔術」によるものではないかと言われている。
多くの一般的なRPGと異なり、シャドウランにおいてはマジックポイントに相当するリソースは存在しない。かわりに呪文の威力に比例する、「ドレイン」と呼ばれる消耗を受ける。これは魔術様式ごとに異なる能力値で抵抗することができ、精神的あるいは身体的なダメージを受ける。判定で良い結果を出せば、消耗を最低限に抑える事もできる。
人間に備わる魔法の力は、義体技術やサイバーウェアと非常に相性が悪い。魔法使いがサイバーウェアを埋め込むと、「エッセンス」と呼ばれる根源的エネルギーが減少し、それと共に魔力も減少する。
一定数以上魔力を削った者は、特別な魔術的制約を負うことを宣誓しない限り「燃え尽きた」（burned out）とされ、上級魔法使いへの道を永遠に閉ざされることとなる。ただし第4版では魔力の上限値が減少するのみで、それ以上の制限は無い。よって他の魔法使いと同様に「イニシエイト」と呼ばれる魔術的位階を高めれば、魔力も増やす事ができる。
魔力上限値が低いという事は呪文の威力を高められないという事でもあるため、しばしば改造手術を受けた魔法使いたちは限界を超えた呪文行使の必要に迫られ、「ドレイン」による負担も大きなものになる事が多い。

### アデプト
魔法の中でも呪文や精霊ではなく、自身の身体能力強化に魔力を使うものを「アデプト（達人）」と呼ぶ。
作中世界における一般的な認識は「ジェダイや忍者のようなもの」と語られており、主として身体能力を増強する「フィジカル・アデプト」が多いように思われている。日本でも第二版リプレイのキャラクター殺の影響でそう言った認識が強かったが、第四版では他にも多くのアデプトが存在する。
たとえばサンプルキャラクターとして「ガンスリンガー・アデプト」という拳銃の扱いに長けたキャラクターが収録されている他、公式リプレイでは社交能力に長けた「ソーシャル・アデプト」などが登場している。
アデプトであっても魔力とエッセンスの制約からは逃れられないが、アデプトたちは魔法使いの呪文と異なり、その魔力の範囲内で取得したアデプト・パワーを（一部を除いて）常時発動し続ける事ができる。また、これによる「ドレイン」を受けることは一切無い。

### 精霊
アストラルの領域に棲まう存在は「精霊」と呼ばれている。
ほぼ自我を持たない低俗なものから、自由意志を獲得した自由精霊、覚醒者を導く導師精霊、より強大なグレートフォームと呼ばれる存在など姿形や能力は多岐に及ぶ。
シャドウランの世界では「幽霊」「神」「天使」などの存在は客観的に観測されておらず、そう自称する精霊が現れるという設定が為されている。そのため神道系術式の魔術師が召喚するのは神々の名と姿を持った精霊であり、キリスト教系術式の魔術師が召喚するのは天使の名と姿を持った精霊となる。
また精霊は現実世界の土地の状況に大きく影響を受け、汚染された土地に現れる精霊は「汚染精霊」と呼ばれる。例えば汚染された火の精霊は核の精霊に変化するなど、その性質はまったく異なってしまう。こうした汚染精霊の力を行使する魔術師は「汚染魔術師」と呼ばれ、生贄儀式を多用する鮮血魔術師同様に嫌悪の対象とされる。
魔法使いによって召喚・束縛されている精霊には、ある程度の回数まで助力を行使させることができ、これを利用して企業では精霊に警備を行わせたりするケースは少なくない。また少人数で行動するシャドウランナーにとってはドローン同様、貴重な戦力として活躍する事が多い。
第四版までは精霊の意に沿わない命令（自爆しろ、消滅するまで敵を足止めしろ等）をしても特にペナルティはなかったが、第五版以降は精霊に対する知名度のパラメーターが新たに追加され、これにより評判の悪い召喚者のもとには精霊が現れ難くなっている。
また、精霊の性質を持ちながら完全に相互理解不可能な侵略者として「昆虫精霊」が存在する。
世界的なボランティア団体「世界友愛団（ユニバーサル・ブラザーフッド）」を隠れ蓑に、憑依した対象を昆虫精霊に作り変えることで勢力を広げていたが、2055年のバグシティ事件をきっかけに正体が発覚した。
これら「昆虫精霊」は世界に満ちる魔力の濃度が高まったことで現われたもので、より恐るべき存在である「ホラー」出現の前兆なのだとされる。「昆虫精霊」は昆虫に似た外見、性質を有しているだけで「昆虫の精霊」ではなく、まったく異質で異常な存在である。女王を中心とする群体性か、単独で動く個体性かといった違いはあれど、その目的はひたすら人類に憑依することで同胞を増やすことにある。どうやってコンタクトを取ったのか不明だが「昆虫精霊」に仕えるシャーマンも存在しており、彼らは世界に数箇所しか存在しないデルタレベルの最高級医療クリニックの一つを密かに占拠、患者として訪れた高官たちに「昆虫精霊」を憑依させることで、その浸透は密かに世界を脅かしている。こういった事情からパニックを招くとして（そしておそらくは上層部に食い込んだ「昆虫精霊」の圧力により）「昆虫精霊」の詳細は注意深く隠蔽されており、正確な危険性を理解している一般市民は少ない。

## 『シャドウラン』年表
- 1999年 - セレテック社判決。企業の軍事武装が認められる。
- 2001年 - シアワセ社判決。多国籍企業の治外法権が認められる。
- 2005年 - ニューヨーク大震災。死者20万人。
- 2006年 - 第2次朝鮮戦争。日本複合企業連合が朝鮮共和国に進軍、制圧、日本帝国の成立を宣言。
- 2009年 - ローン・イーグル事件。ユナイテッド・オイルがインディアン居住地を強制的に徴収、それに対し、アメリカンインディアン主権運動はこの軍事施設を制圧した。
- 2010年 - VTAS流行。VITASと呼ばれる病症が世界中で拡大、世界人口の4分の1が失われる。
- 2010年 - 千葉県に本拠を持つヤクザ・ワタダ連合の親分がシアトルマフィアの長となる。
- 2011年12月24日 - 世界の覚醒、第六世界の到来。魔法が世界に復活する。富士山にドラゴンである龍冥（リュウミョウ）が出現。預言者ダニエル・コヨーテがアビリーン再教育センターから脱出。 UGE発現。世界中でエルフやドワーフといった、取替え子が生まれ始める。
- 2012年1月27日 - グレートドラゴン・ダンケルザーン、デンバー近郊のチェリー・クレーク湖に出現。新人ニュースキャスターのホリー・ブライトンから12時間16分間に及ぶインタビューへ応じ、世界の覚醒を宣言、インタビュー放送の売上利益を報酬として手に入れる。
- 2014年 - ダニエル・コヨーテがアメリカ先住民部族諸国 (NAN) の成立を宣言。
- 2015年 - 結社アズトランのフランシスコ・パボンがメキシコ大統領となり、メキシコはアズトランとなる。香港が中国からの独立を宣言。
- 2016年 - インディアン問題。ダニエル・コヨーテがアメリカに宣戦布告、ギャレット大統領が暗殺される。アレス社がNASAを買収。
- 2017年 - 大いなる交霊の舞。アズトランおよびアメリカ、カナダにある幾つかの火山が一斉噴火、ダニエル・コヨーテが魔法「グレート・ゴースト・ダンス」による噴火を声明する。
- 2018年 - デンバー条約。アズトラン、アメリカ、カナダの3国はNANとの条約と締結、主権を認める。
- 2021年4月30日 - ゴブリン化の発露。突如世界中の10%の人々が、オークやトロール、ドワーフといった人間型生物への突然変異を発症するようになる。日本帝国がフィリピンのヨミ島を制圧し、メタ・ヒューマン強制収容所を設置。カリブ諸国が連合を結成。
- 2022年 - VITAS再流行。世界人口の10分の1が失われる。
- 2023年 - 人間型生物の人権が認められる。
- 2025年 - ローン・スター・セキュリティー・サービス社がシアトルにおける司法活動権を得る。
- 2028年 - ロサンゼルス大震災。
- 2029年 - コンピュータ・クラッシュ。世界規模でコンピュータ・ウイルスによるシステム障害が発生、世界中のネットワークは崩壊する。
- 2030年 - UCAS建国。アメリカとカナダは合併し、カナダ・アメリカ合衆国 (USCA) となる。
- 2031年 - ユーロ戦争。ヨーロッパ諸国とソビエト連合間での戦争が勃発する。
- 2033年 - ナイトレス空爆。所属不明の爆撃機ナイトレスにより、NATOおよびソビエト連合両陣営が爆撃される。これによりユーロ戦争は終結。
- 2033年 - 旧アメリカ合衆国の南部諸州がUCASから脱退し、アメリカ連合(CAS)を結成。
- 2034年 - アマゾニア建国、マトリックスの構築。コンピュータ・クラッシュの沈静後、ネットワークシステムであるマトリックスが構築される。
- 2035年 - アズトランがサンディエゴに侵攻。日本帝国がサンフランシスコを植民地化。フチ社が第3世代サイバーデッキを発売。
- 2039年 - 憤怒の夜。人間による人間型生物に対する排斥運動が活発化、憤怒の夜と呼ばれる暴動にまで発展する。これにより、多くの死傷者が発生する。
- 2041年 - ユーロエア墜落。憤怒の夜の報復として、ドラゴンによりユーロエアが攻撃され、墜落する。ヨーロッパ回帰運動が活性化する。
- 2042年 - ヤマテツ、AAA企業（メガコーポ）の一員として企業法廷への参加を認められる。人道的結社「世界友愛団」活動開始。ダンケルザーン、自身の番組「ワイズ・ワーム」を放送開始。
- 2045年 - ドイツ連合の成立。
- 2050年 - 第7世代のサイバーデッキが開発・発売。ジェイク・アーミテージが、レンラク社とドラゴンが共同開発した超AIの消去に成功する[6]。橋蔵ら、カタクラ・コーポの相続者争いに介入、都警の新型軍用ヘリを巡る陰謀と対決する[7]。ドミノの取材による連続ドキュメンタリー「TOKYO EYE-SHOT」が放送局DT-1から配信される[8]（『シャドウラン』第１版ルールブック時点の「現在」）
- 2051年 - 東京でメタヒューマンによる暴動が発生、殺がシャドウランナーとなる[9]。
- 2052年 - バイオウェアが市場発売。アトランティス大陸の再浮上。ジェーン・ドゥの主導により六堂らがチームを結成、活動を開始し、パペットマスター及び三浜PM機関と対決する[10]。
- 2053年 - 六堂らがヒューマニスポリクラブによる陰謀に介入し、仇敵である鬼角と対決する[11]。（『シャドウラン』第２版ルールブック時点の「現在」）
- 2054年 - 六堂ら、辻斬りに端を発する一連の事件に介入する[12]。あるランナーがジェイク・アーミテージ、ハーレクインの協力のもとシアトルの世界友愛団支部に潜入、昆虫精霊を信奉するカルトであることを突き止める[13]。
- 2055年 - 世界友愛団が昆虫精霊の隠れ蓑である事が発覚し、UCAS・FBI、ナイト・エラントがシカゴ支部を襲撃するも封じ込めに失敗。シカゴ市が防疫を理由に完全隔離される。デッキを用いずマトリックスにアクセスできる少年少女「オタク」の出現。
- 2056年 - ナイト・エラントの生存者が戦術核弾頭を起爆し、シカゴ市が消滅。「バグ・シティ」の真実が暴露され、シカゴ市跡地は三年間閉鎖される。
- 2057年 - ドラゴンのダンケルザーンがUCASの大統領に当選するも、就任直後に暗殺される。現場であるウォーター・ゲート・ビル前には巨大なアストラルの断層が発生した。ダンケルザーンの遺言状を実行するため、ドラコ財団が設立される。
- 2058年 - ギャングのドン、ジェームズ・オマリーが、対立ギャングの雇用したロシアン・マフィアの暗殺部隊「キメラ」によって暗殺され、シアトルにおけるギャング抗争が激化。
- 2059年 - ダンケルザーンの遺言状に端を発する内紛の末、フチ工業電子が解散。フチの技術を吸収したノヴァテック社の設立。原因不明の要素によりレンラク・アーコロジーが完全閉鎖。
- 2061年 - ハレー彗星の接近とマナの増大。レンラクのイナゾー・アネキCEO、シャドウランナーとオタク・グループの協力でアーコロジーを超AI「デウス」から解放し、直後に自殺。SURGEが流行し、突然変異メタ・ヒューマンが大量発生。環太平洋大地震リング・オブ・ファイアが発生し、日本帝国は噴火・地震・津波で大打撃を受け、ケイニチ天皇が崩御。（『シャドウラン』第３版ルールブック時点の「現在」）
- 2062年 - 新天皇ヤスヒトが即位。日本帝国の拡大政策、差別政策が緩和される。ハレー彗星が消滅。
- 2064年 - マトリックス・クラッシュ2.0発生。超AI「デウス」の策動、カルト教団と手を結んだオタクのワーム攻撃が同時に起きたことによりマトリックスが崩壊する。
- 2065年 - ワイアレス・マトリックス稼動。ノヴァ・テック社がトランシス・ニューロネット社・エリカ社と合併。ネオネット社となる。
- 2067年 - アンジェラ・コロートン将軍がUCAS大統領に当選。
- 2069年 - カリフォルニア大震災。ロサンゼルスが大陸より切り離され、島となる。
- 2070年 - シアトル市長選に商業主義を掲げるケネス・ブラックヘイブンが当選、景気対策を始める。機器を介さずマトリックスに常時接続できる能力者「テクノマンサー」の出現が噂されはじめる（『シャドウラン』第4版ルールブック時点の「現在」） 。不幸なオカルト探偵アレン、仲間と共に一人の少女を救うため奔走する[14]。
- 2071年 - シアトルで新型覚醒ドラッグ「テンポ」の大流行。第二世代型超AIとテクノマンサーにより、香港のマトリックスが混乱状態に陥る。世界的なパニックが連鎖的に発生し、テクノマンサー排斥運動が激化。天使たち、超AIとテクノマンサーをめぐる陰謀に介入し、宿敵のドラゴンと対決する[15]。
- 2072年 - シアトルの警察業務契約がローンスターからナイトエラントに切り替わり、軍事的作戦によって治安を向上させるも、市民からの反発を招く。（『シャドウラン 20th Anniversary Edition』時点の「現在」）。
- 2073年 - オークアンダーグラウンド合法化運動の中で、ブラックヘイブン市長の汚職関与疑惑が発覚、ブラックヘイブンは辛うじて市長に再選する。突如発見された大量の古代遺産を巡り、ロフヴィル派と弟アラメイズ派のグレートドラゴンの間で「ドラゴンウォー」が勃発、アラメイズが滅ぼされる。これを境に世界中で反ドラゴン運動が激化。アレスの昆虫精霊兵器化研究施設が64年のクラッシュ2.0で破綻、第２世代昆虫精霊を多数脱走させてしまったことが発覚する。
- 2074年 - ネオネットの極秘計画プロジェクトイマーゴが破綻し、脱走したAIによる人間の人格書き換え行為、認知断片化障害（CFD）の流行が密かに始まる。企業法廷はネオネットおよびミツハマの協力により、新しいマトリックスを開発したと宣言、テクノマンサーたちに作らせた電脳空間をグリッド監視局GODが管理する新体制が確立される。
- 2075年 - ワイアレス・ワールドの「現在」（『シャドウラン 5th EDITION』時点）。

## 著名人

### ドラゴン
- 龍冥 - 史上初めて姿を表したドラゴン。富士山に巣を持ち、新横浜に自身で経営するモノレール会社を保有する。中国に存在するグレートドラゴン"嵐(ラン)"とは師弟関係であると同時に敵対しており、その戦いが2061年の環太平洋大震災を引き起こした。2072年現在は靖仁帝の後ろ盾となっている。
- ダンケルザーン - 史上初めてメディアのインタビューに応じたドラゴン。『ワイズ・ワーム』という自分の番組を開始して人気を獲得し、UCAS大統領選挙へ出馬。しかし2057年、当選直後に暗殺される。一説によれば、これは何らかの魔法装置を起動するための自殺だったのではと言われる。
- ロフヴィル - 十大企業の一つであるゼーダー・クルップス社の社長を務めるドラゴン。自身の尾を踏んだ先代社長に経済攻撃を仕掛け、合法的に社長となった。極めてドラゴニック（冷酷）な性格で、彼のブラックリストはそのままランチメニューだと噂される。ただしロフヴィルは人肉食に対しては反対の立場を取っており、これはあくまでも「噂」に過ぎないようだ。

### AI
- ミラージュ - 最初のマトリクス・クラッシュを引き起こしたウィルスに対抗するために作られた超AI。メガエラの説得を受けてゼウスに戦いを挑んだ。
- メガエラ - レンラクアーコロジーの管理AI。アーコロジーから脱出した後、自身の断片を与えて電脳超能力者「オタク」（後のテクノマンサー）を誕生させ、ゼウスに対抗した。
- ゼウス - メガエラからレンラクアーコロジーの管理を引き継いだAI。自身をアップグレードしてマトリクスの神となる事を目論み、アーコロジーの閉鎖、そしてクラッシュ２．０を引き起こした。

### シャドウランナー
- ダミアン・ナイト - 現アレス重工CEO。かつてナノ・セカンド買収という電撃工作を実施し、一気に株を買い占めて社長の座を手に入れた伝説的なシャドウランナー。2075年現在は原因不明の体調不良とその療養のため表舞台から遠ざかっており、クローンに入れ替わられた、昆虫精霊に憑依された、AIに洗脳された、あるいはそのいずれかに対処するため密かに地下に潜ったと噂されている。
- カインビュール・ハーレクイン - 七千年を生きているイモータル・エルフ。ダンケルザーンの盟友であり、古代（第五世界以前）に滅んだ真紅の尖塔の騎士団における最後の騎士。その名の通り道化師の装いをし、その通りに振る舞っている。
- “忍び寄る”亡霊（ゴースト"フー・ウォーク・インサイド"） - ネイティブ・アメリカンのストリート・サムライ。第一版ルールブック掲載小説「大都市の夜」の主人公。火器の扱いに卓越した才能を持つ。2050年代の人物だが2070年代でもその名がストリートで語られる、伝説的人物。
- ドジャー - エルフのデッカー（ハッカー）。「ペテン師」を名乗っているが、超一流の凄腕と称されている。超AIと関わって以降はレンラク・アーコロジー・シャットダウン、マトリックス・クラッシュ２．０などの大事件を解決すべく奔走していた。2070年代にはグリッド監視局のホワイトハッカーを務める。第一版ルールブック掲載小説「大都市の夜」では亡霊のチームメイトとして登場した。
- キャプテン・ケイオス - データヘイブン（情報サイト）「シャドウランド」を運営していた凄腕のハッカー。マトリクス・クラッシュ２．０以降、消息を絶つ。
- ファスト・ジャック - 伝説的なマトリクス・エンジニア。高齢だがクラッシュ２．０を終結させ、キャプテン・ケイオスから「シャドウランド」の運営を引き継ぐ。現在はシャドウランナーのコミュニティサイト「ジャックポイント」のシスオペ。
- ジェイク・アーミテージ - シアトルのシャドウランナー。データ運搬屋だったが、精霊に導かれて犬のシャーマンとして覚醒する。依頼品を狙うメガコーポとドラゴンによって襲撃されるも、これを返り討ちにした。スーパーファミコン版「シャドウラン」の主人公。コンシューマゲームではありがちな事ながら、通常戦闘・魔法行使・デッキング・サイバーウェア埋め込み等々、原作システムでは再現困難な多芸多才の持ち主。

### その他
- マリア・マーキュリアル - クローム製のサイバーアームを持つ、世界的人気の女性歌手。ロックの女王。
- 姉樹 稲蔵（アネキ・イナゾウ） - レンラク社CEO。レンラク・アーコロジー・シャットダウンに対してランナーおよびオタクグループの協力を取り付け、自ら乗り込んでゼウス鎮圧に向かった。しかし解放直後に謎の自殺を遂げる。現在は永世名誉会長として扱われている。
- ケネス・ブラックヘイブン - シアトル市長。土地開発企業ブラックヘイブン開発のCEOであり、北米ヒューマニス・ポリクラブのリーダー。シアトル市長として景気対策に大きな成果をあげているが、数多くの不正疑惑やナイトエラントとの癒着疑惑、独裁的かつ差別的な方針などから批判にさらされている。
- 靖仁（ヤスヒト） - 現日本帝国天皇（2072時点）。元は皇孫だったが、先帝の突然の崩御により14歳で即位した。国内の復興を優先した政策から内外より高く評価されるが、帝国主義者からは反発される。
- 倖 仁美（シアワセ・ヒトミ） - 現日本帝国皇后（2072時点）。シアワセ社社長令嬢。実は第一世代のテクノマンサー（オタク）であり、アメリカ留学中はハッカー「レディ・デス」として活動していた。実家（特に父親）との仲はよくない。

### 日本リプレイ登場キャラクター

#### 富士見書房版
プレイヤーキャラクター
六堂ヒューマンのストリート・サムライ。かつて自身を破ったランナー「鬼角」に復讐を誓っている。銃器を購入するのが趣味で、最終的にはアサルトライフルやグレネードランチャー等かなりの重武装となっていた。
紫雲ヒューマンのフォーマー・カンパニーマン。元アズテクノロジーの社員で、冷静沈着なチームの参謀格。共に前衛を担当するためか、六堂とは仲が良い。プロのビジネスとして仕事を行うのがポリシー。
Dヘッドエルフのデッカー。ハンドルの由来は「電脳中毒者（デッキヘッド）」の意。時系列的には第二部でジェーンの紹介を受けてチームに協力し、彼女に変わってチームへ参加、第一部で活躍する。第一部の終盤ではヒューマニス・ポリクラブの陰謀に巻き込まれてしまう。マトリクスでのアイコンは顔のない手品師。
マオヒューマンのストリート・シャーマン。猫に仕える巫女で、好奇心旺盛。上野で師匠が営む十日堂というマジックショップの店員をしているが、何にでも首を突っ込もうとする。同名のランナーが『天使たち』シリーズにも登場するが、別人である。富士見書房版のリプレイの「語り手」でもあり、始まりと終わりは常にマオの視点から見た文章である。
殺（シャア）ヒューマンのフィジカル・アデプト。元ストリートキッズの天真爛漫な少女でチーム最年少。マオとは姉妹のように仲が良い。師匠を失ったことで、彼の名を継いでランナーとなる。本名は「桂（ケイ）」。作中通してほぼ１回も敵の攻撃を受けていない。
ジェーン・ドゥヒューマンのバーンアウト・メイジ。神明院化学の実験に参加した際に双子の姉を亡くし、その復讐のため六堂たちを集めてパペットマスターへ挑む。しかし部分的な記憶を失っており、そこには秘密が隠されていた。バーンアウト・メイジ故の魔力の低さを補う意味でか、ほぼ情報収集に特化したメイキングが施されており、戦闘に際してはメイジでありながら魔法を用いず、銃撃一本で闘う。
NPC
遠山渋谷に事務所を構えていた私立探偵。事件に巻き込まれて消息を絶つ。愛人が業務を引き継ぎ、ランナーへの情報売買を行っている。
飯綱インターアームズ社のウェッジ・メイジ。ストリートの孤児をスカウトして企業工作員に仕立てていた。腕利きだが冷酷な男。現在は鳴神を追跡している。実はサイバー化を施したバーンアウト・メイジで、魔力が低下している。作中でもそれを反映し、（ドレインが身体ダメージを及ぼしたせいで）血を吐きながら魔法を行使する描写が見られる。
鳴神ストリートメイジ。元は飯綱の部下だったが彼を裏切って脱走し、今はライトニングというギャングのリーダーとなっている。"ケイ"という少女を探している。メイジとしての才能はなかなかで、飯綱も知らない呪文を覚えており行使することができる。サイバーウェアは埋め込んでいないため、反応速度は人間の範囲内である。
伊達男オークのストリート・サムライ。オークの孤児院へ資金援助をするため、危険な仕事に手を染めている。六堂が不調だったとはいえ銃の不意打ち抜き勝負に勝っており、オークであるため耐久力もかなり高く、実力は認められている。六堂たちを仕事（ラン）に誘うが…。
闇羽（ダークフェザー）鴉に仕えるシャーマンの少年。マオの弟弟子。手に入れたデータを横流ししようと、六堂たちを騒動に巻き込む。
静エルフの美人女性ロックシンガー。今では珍しい、体内サイバーウェアに頼らない演奏を行うバンド「メサイヤ・メーカー」のメイン。ヒューマンを痛烈に皮肉る歌詞とその高い歌唱力からメタヒューマンの幅広い支持を受けている。が、そのためヒューマニス・ポリクラブより狙われている。
鬼角（オーガヘッド）かつて六堂に辛酸を嘗めさせたシャドウランナー。チームを組んだ六堂の前に再び現れ、決着をつけようとする彼を迎え撃つ。ヒューマニス・ポリクラブの一員。純血のヒューマンだが、生まれつきの異貌故に幼少時からメタヒューマン呼ばわりされ、周囲から爪弾きにされ続ける人生を歩んできたため、性格が歪んでしまった悲劇の人物。残虐非道で、自らの目的の実現のためには手段を選ばない狡猾さをも併せ持ち、自身の戦闘能力も高い。大きな外見の特徴として、額の右側に植えた長い角があるが、これは自身で植え込んだ後天的産物で、ヒューマニスに身を寄せている境遇と同じく、自身の境遇を皮肉るためのもの。
パペットマスタージェーンが仇として狙うシャドウランナー。他人を洗脳する魔術を得意としている。
猫眼・ヒューイ・紅龍・銀狐・スイーパーパペットマスターとチームを組んでいたシャドウランナー。それぞれ魔術師、熊のシェイプシフター、フィジカルアデプト、マーセナリー、スナイパー。
霞 冬子西晶学院に通う女子中学校。彼女の護衛を引き受けて学校に潜入した殺と友人になる。
式部ジェーンの姉。二年前、神明院化学の魔法研究所での実験中、パペットマスターらのチームによって襲撃されて以来、行方不明。
グレッグ・ウェインアズテクノロジーのカンパニーマン。紫雲の教官役であり、かつての相棒。紫雲に任務への協力を持ちかける。
ルースエルフの女性。三浜セキュリティサービスのカンパニーマン。バイクを乗り回し、パペットマスターを追う六堂らに介入する。フィジカル・アデプトであり、フィンガーチップ・コンパートメント（指先に偽装した隠し物入れ）に隠した、モノフィラメント・ウィップを武器に闘う。
ドミノヒューマンのシャドウランナーで、「TOKYO EYE-SHOT」の主人公。自称ジャーナリストとして、ハンディカメラを片手に危険な取材を行っている。
雑学屋・寂鬼（ジャッキ）・涼風ドミノとチームを組むランナー達。それぞれハッカー、オーク・サムライ、メイジ。

#### ドラゴンコミックス
橋蔵ヒューマンのストリートメイジ。自称刀鍛冶。
メイジでありながら魔法を用いず、ランに際してはもっぱら戦術眼と知恵と機転、体得した棒術を駆使して活躍する。
実は元々持っていた魔法の才能を見出されてカタクラに拉致され、実験材料にされていたストリート・チルドレン。コードネームは「マイティ」。
実験の成果で、グレート・スピリットとの契約に唯一成功した、ほぼ史上最強とも言える強力なメイジだが、本人はそんな自身を疎んで魔法の使用を極力避けており、作中三度しか魔法を行使していない。
フェイスジレット（女性ストリートサムライ）。
特殊なダーマル・プレート（皮膚装甲）の移植被験者であり、サムライの戦闘能力に加え、一般のサムライとは一線を画する強大な防御力を誇る。コードネームは「スペシャル」。
しかし、それと引き換えに過去の記憶を全て失っており、その上頭部をサイバーヘッドに置換されていたせいで、素性・種族はおろか元の外見、素顔さえもわからない謎の人物。
描写および作中年代から判断するに彼女にインプラントされたものは、生体部品を用いて開発された、最初期のバイオウェアだと思われる。
橋蔵をライバル視していた彼女が仲間になることで物語がはじまる。
最終話で元々の素顔のデータを入手し、念願の素顔の復元を実現させた。本人曰く、「なかなかいい線いってるぜ…」との事。
ミティアヒューマンのストリート・シャーマン。トーテムは猫。橋蔵とはストリートキッズ時代から付き合いがある。どこか能天気なため、魔法の練習に励んでいるがなかなか成果はあがっていない。
ヒカルヒューマンのフィジカル・アデプト。驚異的な身体能力を持っており、格闘のみならず弓矢も扱う。趣味はバイクを乗り回すこと。
シャロンエルフのデッカー。ハンドルは「レパード」。黒人の美女。グレイを憎からず思っている節があるが、なかなか関係が進展しない。
グレイヒューマンのフォーマー・カンパニーマン。かつては橋蔵と敵対していたが、敗北してからチームの一員となった。冷静沈着なように見えて、熱くなる事も多い。
片倉 和美日本版独自のメガコーポ「カタクラ」経営者。後継者争いで伯父に命を狙われたため、旧知の仲である橋蔵を頼る。

#### 天使たちシリーズ
プレイヤーキャラクター
鈴木さんトロールのテクノマンサー。元は日系企業の"さらりまん"だったがゴブリン化とテクノマンサーへの覚醒から逃走。天使たちの後方支援を担当する。
ホリイヒューマンのバイオ・ジレット。一人称は「ボク」。
元々はストリートチルドレンだったが、その美貌に目を付けたミツハマに拉致され、「要人と同衾して油断させ、その寝首を掻く」という手段に特化した特殊暗殺要員「ベッドルーム・アサシン」候補として改造を受け、強力なバイオ・ジレットとして生まれ変わった。
しかし、身体改造の過程において、副作用を抑えるために麻薬を大量投与され続けたため、重度の麻薬中毒患者となってしまい、今や１日の1/3を麻薬に溺れて生きねばならない身体となり果てている。
出自が出自なだけに、一般のジレットとは違い、銃器やあからさまな武器ではなく、基本的には素手(骨法)、時と場合によって、暗器(棒手裏剣)や弓術を用いての静音殺法を得手とする。また、改造と訓練の副産物として、テイラード・フェロモンをフル活用した男性を篭絡する術に長けており、ランに際しての情報収集の手段として、これを多用している。
自身を改造したミツハマを激しく憎んでおり、ランでの直接の敵にミツハマの名が挙がった時にも、ひるむどころか「奴らがボクの味方であったことはない」と発言、憎悪を剥き出しにしている。
ジルオークのガンスリンガー・アデプト。
両手に携えた大型戦闘拳銃コルト・マンハンターを巧みに操り、次々と強敵をなぎ倒す、チーム随一のキラーマシーン。ただ、得物が拳銃なだけに、ガンスリンガーではあっても遠距離戦闘は苦手。
極めて自由奔放な性格で、メタヒューマン融和派の上院議員を恋人にしている。
ナニー・ウィッチエルフのメイジ。元は企業に所属するコンバット・メイジだったが、ある任務によって心に深い傷を負い、さらに啓示を受けた事がきっかけで、地位と名を捨ててシャドウランナーとなった。
クールビューティだが、BTL中毒を患っている。
チームの実働メンバー中一番良識のある、まともな常識人。にもかかわらず、前述の中毒と裏社会におけるチームの名声の相乗効果により、世間では一番悪名高い存在となっているのが、悩みの種。
《混沌界》など幻影呪文を得意とする。
NPC
ドレイクシアトルで陰謀を企んでいたドラゴン。天使たちの宿敵となり、２巻から最終巻にかけて彼女たちを追跡する。
最終話での決戦において、鈴木さんの罠にはまって大型ミサイルの直撃を受け、壮絶な爆死を遂げた。
SFC版に登場する同名のドラゴンおよび種族としてのドレイクとは無関係。
エッグドワーフのフィクサー。シアトルを拠点としており、天使たちにミッションを仲介する。エルキュール・ポアロ風のファッションが特徴。
リリスヒューマンのテクノマンサー。香港で知り合った鈴木さんを師匠として導くが、やがて反共振の力に汚染され、強敵として立ちはだかる。
ミスターグリーンイーヴォに所属するミスタージョンソン。全身を遺伝子改造した、その名の通りの植物人間。香港で知り合って以降、天使たちのサポートを行う。
オタク族エルフのテクノマンサー。秋葉原を中心に活動しており、メイド喫茶で働き出した天使たちの大ファン。日本での彼らの支援を行う。

#### ビギナーズ・バッドラック
プレイヤーキャラクター
アレン・ブラッカイマーヒューマンのメイジ。元刑事だが事件に深入りしすぎたせいで解雇される。不運でアルコール中毒、災難ばかりだが非情に成りきれず、かつての恋人と一人の少女を助けるために奔走する。
フェイニャンオークのガンスリンガー・アデプト。アクション映画をこよなく愛し、香港警察を自称してパトカーを乗り回す。リプレイ後半ではその所業で名前が知られるように。データ的には『天使たち』シリーズのジルと同一。
ランドール・カウフマンオークのハッカー。ネットゲームオタクの社会不適合者だが、アレンとフェイには友情を覚えているようで、二人のサポートを積極的に行っていく。マトリクスでのアバターはディフォルメされた騎士甲冑。
黒ひげ（ブラックベアード）ドワーフのドローンリガー。一度アレン達の仕事を手伝った事が縁で、彼の災難に巻き込まれるハメに。義理堅い性格なのか、なんだかんだで最後まで付き合う事を決意する。
NPC
レベッカ・ローランドアレンの大学時代の恋人で、元婚約者。現在は雇われメイジとして三浜の第十三課に所属し、アレンに依頼を斡旋する。
スーザン・ウェッジウッド10歳の少女。突然変異を発症し、背中に大きな翼を持っている。そのせいで議員の父親に疎まれ、軟禁生活にあった。
ガリレオトロールのミスティックアデプト。「パスファインダー」というチームの一員だったがアレン達と対立し、以後執念深く彼らへの復讐を企む。

## デザイナー情報
初版のメインデザイナーはポール・ヒューム、ボブ・キャレット、トム・ダウドの3名。第2版のデザイン及びディベロップメントはトム・ダウド。第3版のデザインはマイケル・マルヴィヒルとロバート・ボイルが担当している。第4版のデザインはロブ・ボイル（しかし、Catalyst Game Labsへ開発が移行した直後に、メインデザイナーの地位を降りた）。
第2版の日本語版翻訳担当と日本語版サプリメントのデザインは江川晃。第4版の日本語翻訳担当は朱鷺田祐介。

## シャドウランの販売展開履歴
- 1989年 - アメリカで初版刊行
- 1992年 - アメリカで第2版刊行
- 1993年 - 日本で月刊ドラゴンマガジン誌で初めて紹介記事が書かれる
- 1994年 - 日本で第2版の日本語訳（富士見書房版）刊行
- 1994年 - 『シャドウラン』（スーパーファミコン用ソフト、データイースト&FASA）販売
- 1996年 - 『シャドウラン』（メガCD用ソフト、コンパイル&SNE）販売
- 1997年 - 日本語版のサポートが終了
- 1998年 - アメリカで第3版刊行
- 2001年 - FASAコーポレーション倒産、Wizkids社がFASA社の版権を買収
- 2003年 - Topps社がWizkids社を買収
- 2005年 - アメリカで第4版刊行
- 2007年 - 『シャドウラン』（Windows/Xbox 360用ソフト、Microsoft&FASA studio）販売。日本で第4版の日本語訳（アークライト/新紀元社）刊行。日本で『ストリートマジック』の日本語訳（アークライト/新紀元社）刊行
- 2009年 - アメリカで第4版の『20th Anniversary Edition』刊行
- 2011年 - 日本で『オーギュメンテーション』の日本語訳（アークライト/新紀元社）刊行
- 2012年 - 日本で『20th Anniversary Edition』（アークライト/新紀元社）の日本語訳（アークライト/新紀元社）刊行
- 2013年 - 『シャドウラン リターンズ』（Windows用ソフト、Harebrained Schemes FASA Studio）販売。日本で『アーセナル』の日本語訳（アークライト/新紀元社）刊行
- 2014年 - 日本で『アンワイヤード』の日本語訳（アークライト/新紀元社）刊行
- 2015年 - 日本で『ランナーズコンパニオン』の日本語訳（アークライト/新紀元社）刊行。第4版の基本となるサプリメントの翻訳が全て完了する。
- 2018年 - 日本で『シャドウラン 5th Edition』の日本語訳（アークライト/新紀元社）刊行。
- 2019年 - 日本でシナリオ集『スプロール・ワイルド』の日本語訳（アークライト/新紀元社）刊行。

## 日本における展開

### ルール
- 第2版対応製品
  - 『シャドウラン ルールブック』（ジョーダン・ワイズマン著、江川晃訳、富士見書房）
  - 『TOKYOソースブック シャドウラン・ソースブック』（江川晃、グループSNE著、富士見書房）
  - 『TOKYO EYE-SHOT』（江川晃、グループSNE著、富士見ドラゴンブック）
  - 『シャドウランがよくわかる本』（村川忍、グループSNE著、富士見ドラゴンブック）
- 第4版対応製品
  - 『シャドウラン 4th Edition』（ロバート・ボイルほか著、朱鷺田祐介訳、新紀元社） ISBN 978-4-7753-0542-3
  - 『ストリート・マジック』（ラース・ブルーメンシュタインほか著、朱鷺田祐介訳、新紀元社） ISBN 978-4-7753-0578-2
  - 『オーグメンテーション』（ラース・ブルーメンシュタインほか著、朱鷺田祐介訳、新紀元社） ISBN 978-4-7753-0818-9
  - 『シャドウラン 20th Anniversary Edition』（ロブ・ボイルほか著、朱鷺田祐介・シャドウランナーズ訳、新紀元社） ISBN 978-4-7753-0989-6
  - 『アーセナル』（ロブ・ボイルほか著、朱鷺田祐介・シャドウランナーズ訳、新紀元社） ISBN 978-4-7753-1029-8
  - 『アンワイアード』（ラース・ブルーメンシュタインほか著、朱鷺田祐介・シャドウランナーズ訳、新紀元社） ISBN 978-4-7753-1251-3
  - 『ランナーズ・コンパニオン』（アーロン パヴァオほか著、朱鷺田祐介・シャドウランナーズ訳、新紀元社） ISBN 978-4-7753-1326-8
- 第5版対応製品
  - 『シャドウラン 5th Edition』（ジェイソン・M・ハーディーほか著、朱鷺田祐介・シャドウランナーズ訳、新紀元社） ISBN 978-4775313718
  - 『ラン＆ガン』(レイモンド・クロトーほか (著), 朱鷺田 祐介(スザクゲームズ) (翻訳), シャドウランナーズ (翻訳)　 新紀元社) ISBN 978-4-7753-1860-7
  - 『シャドウラン・コデックス』(朱鷺田 祐介(スザク・ゲームズ) (著), 西上 柾 (著), シャドウランナーズ (著), 士貴 智志 (イラスト)　 新紀元社)  ISBN 978-4775320501

### シナリオ
- 第2版対応製品
  - 『裏切りの構図 シャドウランシナリオ集』（江川晃、グループSNE著、富士見ドラゴンブック）
- 第5版対応製品
  - 『シャドウラン スプロール・ワイルド』（ロブ・マッキトリックほか著、朱鷺田祐介・シャドウランナーズ訳、新紀元社） ISBN 978-4775317020
  - 『ファイリング・ライン』(アーロン・ジョンほか (著), 朱鷺田 祐介、宇佐木保名/シャドウランナーズ (翻訳) 新紀元社) ISBN 978-4-7753-1812-6

### リプレイ
- 第2版対応製品
  - 『失墜の魔術師 シャドウランリプレイ集1』（江川晃、グループSNE著、富士見ドラゴンブック）
  - 『悪夢の刻印 シャドウランリプレイ集2』（江川晃、グループSNE著、富士見ドラゴンブック）
  - 『影への助走 シャドウランリプレイ集3』（江川晃、グループSNE著、富士見ドラゴンブック）
  - 『侵蝕の魔手 シャドウランリプレイ集4』（江川晃、グループSNE著、富士見ドラゴンブック）
- 第4版対応製品
  - 『ストリートの天使たち』（朱鷺田祐介著、新紀元社）ISBN 978-4-7753-0568-3
  - 『ビギナーズ・バッドラック』（西上柾著、新紀元社）ISBN 978-4-7753-0614-7
  - 『ストリートの天使たち 改訂版』（朱鷺田祐介著、新紀元社）ISBN 978-4-7753-0877-6
  - 『旅する天使たち』（朱鷺田祐介著、新紀元社）ISBN 978-4-7753-0876-9
  - 『九龍の天使たち』（朱鷺田祐介著、新紀元社）ISBN 978-4-7753-1030-4
  - 『帝都の天使たち』（朱鷺田祐介著、新紀元社）ISBN 978-4-7753-1242-1

### 小説、漫画
- 『漆黒の戦鬼 シャドウラン・ノベル First Run』（江川晃、1996年9月、富士見ファンタジア文庫） ISBN 4-8291-2701-5
- 『シャドウラン』全5巻（斉木一馬、富士見ドラゴンコミックス）
  1. 1996年7月 ISBN 4-04-926090-5
  2. 1997年2月 ISBN 4-04-926100-6
  3. 1997年8月 ISBN 4-04-926104-9
  4. 1997年12月 ISBN 4-04-926116-2
  5. 1998年9月 ISBN 4-04-926124-3

### ビデオゲーム
- 『シャドウラン』（スーパーファミコン用ソフト、1994年3月25日発売、データイースト&FASA）
- 『シャドウラン』（メガCD用ソフト、1996年2月23日発売、コンパイル&SNE）
「最強最後のMEGA-CD・RPG!!」と銘打たれており、日本国内では最後のメガCD用ソフトとなる。
- 『シャドウラン』（Xbox 360/Windows用ソフト、2007年6月21日発売、Microsoft&FASA Studio）
- 『シャドウラン・リターンズ』（Windows用ソフト、2013年7月25日発売、Harebrained Schemes FASA Studio）